# Skotsk gaeliska
Skotsk gaeliska (Gàidhlig [kaːlikʲ]), även gäliska eller höglandsskotska (i motsats till lågskotska), är ett keltiskt språk i den gaeliska gruppen som talas i Skottland, främst i högländerna och på Hebriderna. Enligt 2011 års folkräkning talar 57 375 personer språket, de flesta av dem är boende på Hebriderna. Sedan Gaelic Language (Scotland) Act 2005 är gaeliska ett officiellt språk i Skottland. År 2006 invigdes den första skotsk gaelisk-språkiga skolan i Glasgow (Sgoil Ghàidhlig Ghlascu) som täcker hela grundskoleutbildningen. Tidigare har skotsk gaelisk-talande skolor enbart funnits för yngre åldrar. Även på Kap Bretonön i Canada, där språket tidigare talades allmänt och ännu talas som modersmål, upplever språket en kulturell renässans.
Språket tillhör den gaeliska gruppen av de keltiska språken. I Skottland och resten av Storbritannien benämns språket enbart som "Gaelic" (Gàidhlig) dvs gaeliska och de gaelisk-språkiga skolsystemet heter Gaelic Medium Education (Foghlam tro Mheadhan na Gàidhlig). Utanför Storbritannien benämns språket för "Scottish Gaelic" eller "Scots Gaelic".
På skotsk gaeliska kallas Skottland för Alba.

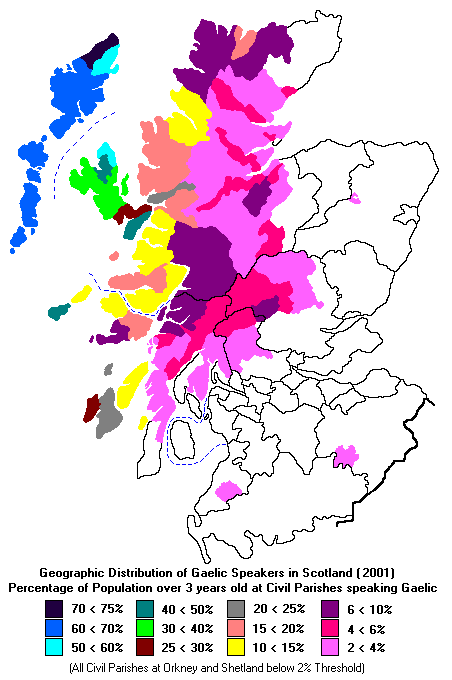
Geografisk utspridning av gaelisktalande i Skottland (2001)

## Historia

En uppskattning av den språkliga uppdelningen i Skottland år 1400. Blått är gaeliska, gult är lågskotska och orange är norn.

Den skotska gaeliskan är historiskt sett gaelernas språk. Språket kom till Skottland från Irland mellan år 300 och 600 e. Kr. med irländska nybyggare (skoter) som på latin kallades scotti.  Runt 1500-talet gavs den skotska gaeliskan det nya namnet erse (släkt med irish (iriska)), och scottis kom att överföras till vad som skulle komma att bli lågskotska. Den skotska gaeliskan var dock generellt sett accepterad ända fram till 1700-talet och de jakobitiska upproren i Storbritannien. Efter denna händelse började den brittiska regeringen aktivt att försöka radera ut den skotska gaeliskan från Storbritanniens språkliga karta. Skottar som gick i skolan in på 1900-talet kan fortfarande komma ihåg hur de blev bestraffade i skolan då de talade skotsk gaeliska. Detta kan liknas vid situationen som har gällt för samerna i Sverige.

## Fonologi och ortografi
Den skotska gaeliskan har ett fonologiskt system som till stor del styrs av två faktorer: breda och tunna ljud; i skotsk gaeliska finns nämligen en utvecklad symmetri med dessa två. Breda och tunna konsonanter förekommer aldrig bredvid varandra. Denna regel kallas Caol ri caol agus leathann ri leathann (bred med bred och tunn med tunn). Kort sagt säger denna regel att a, o och u före en konsonant bara kan följas av de samma därefter och att e och i bara kan följas av e och i. Till exempel skulle Gàdhlig vara inkorrekt, även om uttalet verkar exakt likadant; för att rätta till detta förs ett i in efter à.
Vokalerna a, o och u är breda medan e och i är tunna. Den skotska gaeliskan använder sig ofta av dessa vokaler i stum form för att ange uttalet på före- eller efterkommande konsonant.
Cat [kaht] (katt)
Cait [kahtʃ] (katter); i uttalas inte men markerar att t skall uttalas tunt.
En konsonant måste vara omgiven av samma typ av konsonant:
Làidir [laːdʒiɾʲ] (stark); i sätts in framför d för att det ska vara omgivet av samma typ av vokal och därmed uttalas tunt.
| Radikal  | Radikal  | Radikal    | Leniserad | Leniserad | Leniserad |
| Stavning | Bred     | Tunn       | Stavning  | Bred      | Tunn      |
| -------- | -------- | ---------- | --------- | --------- | --------- |
| b        | [b, p]   | [bʲ, pʲ]   | bh        | [v]       | [vʲ]      |
| c        | [kʰ, xk] | [kʰʲ, çkʲ] | ch        | [x]       | [ç]       |
| d        | [d, t]   | [dʒ, tʃ]   | dh        | [ɣ]       | [j]       |
| f        | [f]      | [f]        | fh        | stum      | stum      |
| g        | [g, k]   | [gʲ, kʲ]   | gh        | [ɣ]       | [j]       |
| l        | [ɫ]      | [ʎ, l]     | l         | [ɫ]       | [ʎ, l]    |
| m        | [m]      | [m]        | mh        | [v]       | [vʲ]      |
| n        | [nˠ, n]  | [ɲ]        | n         | [nˠ]      | [n]       |
| p        | [pʰ, hp] | [pʰ, hp]   | ph        | [f]       | [f]       |
| r        | [ɹ, r]   | [ɾʲ]       | r         | [ɹ, r]    | [ɾʲ]      |
| s        | [s]      | [ʃ]        | sh        | [h]       | [h]       |
| t        | [tʰ, ht] | [tʃʰ, htʃ] | th        | [h]       | [h]       |

b, d och g uttalas [b, d, g] i början av ord, annars uttalas de [p, t, k]. Om en vokal kommer före en tonlös klusil (p, t, c) sätts det in ett h-ljud. Cat [kaht] (katt). Framför k blir detta h-ljud ett ch-ljud. Fh är alltid stum utom i orden fhathast (än), fhuair (fått), fhèin (själv) och fhalbh (gå) där det uttalas [h]. Tunna l och n uttalas [ʎ, ɲ] i början av ord, annars som [l, n]. Tunna ll och nn uttalas alltid [ʎ, ɲ]. Breda n uttalas [nˠ] i början av ord, annars som [n]. Breda nn uttalas alltid [nˠ]. Breda r uttalas [ɹ] i början av ord, annars som [r]. Gh och dh uttalas oftast inte i slutet av stavelser. Gàidhlig [gaːlikʲ]. När ett ord slutar på -rt eller -rd, skjuts ofta ett [ʃ]-ljud in mellan dessa tu och r:et uttalas som [ɹ]. Ceart [kʲaɹʃt] (hjärta). När l, n eller r kommer före en annan konsonant skjuts den föregående vokalen in mellan de två konsonantljuden. Alba uttalas alltså [aɫapə].
Liksom alla andra keltiska språk har det även konsonantmutationer, även om det bara finns en, lenisering, vilket gör den skotska gaeliskan till det keltiska språk som har minst antal mutationer. Leniserade konsonanter skrivs alltid som digrafer som slutar på h, till exempel m → mh, och dessa leniseringar följer possessiva pronomen, feminina bestämda artiklar och används även för att visa temporala förändringar från presens till preteritum.

### Vokalljud
Den skotska gaeliskan markerar långa vokaler med en grav accent.
Obetonande vokaler blir oftast ett [ə]-ljud. Agam [akəm] (vid mig).
ai uttalas ofta [ɛ].
| Stavning | IPA     |
| -------- | ------- |
| a, ai    | /a/     |
| à, ài    | /aː/    |
| e, ei    | /e,ɛ/   |
| è, èi    | /ɛː/    |
| i        | /aː/    |
| ì        | /iː/    |
| o, oi    | /o,ɔ,ɤ/ |
| ò, òi    | /ɔː/    |
| u, ui    | /u,ɯ/   |
| ù        | /uː/    |

| Stavning | IPA      |
| -------- | -------- |
| eu       | /ia, eː/ |
| ao       | /ɯː/     |
| aoi      | /ɤi/     |
| ia       | /iə/     |
| ua       | /uə/     |
| ea       | /ɛ,a/    |
| io       | /i,u/    |
| ìo       | /iə/     |

## Grammatik
Den skotska gaeliskan är ett VSO-språk, det vill säga att verbet alltid kommer först i meningar utom då en fråga ställs då frågeordet eller "a bheil" ("är det så att...") föregår satsen. 

### Verb
Den skotska gaeliskan har två olika ord för verbet att vara precis som spanskan (estar/ser).
Tha används för att indikera något som hör till ett substantiv eller ett pronomen, medan is används om det är ett substantiv eller ett pronomen som utgör komplementet.
- Tha mi sgìth - Jag är trött
- Is esan Iain - Han heter (är) John.

Verbet tha är oregelbundet och har följande former i presens:
| Skotsk gaeliska | Svenska      |
| --------------- | ------------ |
| Tha mi          | Jag är       |
| Chan eil mi     | Jag är inte  |
| A(m) bheil mi?  | Är jag?      |
| Nach eil mi?    | Är jag inte? |

Den skotska gaeliskan har bara elva oregelbundna verb, vilka samtidigt är de vanligast förekommande.
Verbet att ha saknas i språket, och ägande uttrycks med prepositionen "aig" - vid.

### Kasus
Den skotska gaeliskan har 5 kasus:
- nominativ och ackusativ är identiska
- dativ
- genitiv
- vokativ - används för att tilltala en person direkt och uttrycks med "a" - lenition av namnet - manliga namn får ett extra slut i om möjligt: till exempel Seamas - A Sheamais

### Artiklar
Den skotska gaeliskan saknar obestämda artiklar. Artiklarna är följande:
(mask. sing. nom.)
( fem. sing. nom. & dat., mask. sing. dat. och gen.)
AN
an t-
före vokal AN +
a' +
före b, c, g, m, p am före b, f, m, p an +
före f an överallt annars an t-
före s + vowel, sl, sn, sr
an överallt annars före d, n, t, l, r, sg, sm, sp, st, vokal)
( fem. sing. gen., plural nom. & dat.)
( plural gen.)
NA
na före konsonant NAN
nam före b, f, m, p
na h-
framför vokal överallt annars

### Övrigt
Den skotska gaeliskan har konjugerade prepositioner.

## Vanliga fraser
Latha math. (God dag.)
Latha math dhut fhèin. (God dag.)
Madainn mhath. (God morgon.)
Feasgair math. (God kväll.)
Ciamar a tha thu? (Hur mår du?)
Ciamar a tha sibh? (Hur mår Ni?)
Ciamar a tha sibh fhèin? (Hur mår Ni själv?)
Tha gu math, tapadh leat. (Mycket bra, tackar som frågar.)
Chan eil dona, tapadh leat. (Inte illa, tack.)
Thig a-staigh. (Kom in.)
Fàilte. (Välkommen.) 
(Slàinte.) (Skål.)
Beannachd leat. (Vi ses.)
Slàn leat. (Hej då.)
...mas e do thoil e. (...är du snäll.)
Bu toigh leam... (Jag skulle gärna ha...)
Gabh mo leisgeul... (Ursäkta...)
Dé tha an t-ainm ort? (Vad heter du?)
Is mise... (Jag heter...)
Can a rithist e. (Säg det igen.)
Tha an t-acras orm. (Jag är hungrig.)
A bheil an t-acras ort? (Är du hungrig?)
Tha am pathadh orm. (Jag är törstig.)
Tha seo màth. (Det är bra.)
Is màth sin. (Mycket bra.)